# 新中橫公路
新中橫公路，又稱新中部橫貫公路，為台灣一條未完成將東部與西部之間橫貫的公路，位於台灣島中央地帶，介於中橫公路和南橫公路之間，以玉山為中心，分出：嘉義—玉山、水里—玉山、玉里—玉山，由此三線構成丫字狀路網。雖然是以玉山為中心，實際的交會點卻是於沙里溪頭，歷經數次變更，最後將交會點設於東埔山埡口，如今則被稱塔塔加為新中橫公路最高點，海拔2610公尺。
1970年代，正值十大建設的實行之際，中華民國政府計畫新闢三條橫貫公路，並列為十二項建設之一。1980年代，已經開工的新中橫公路，因生態保育的意識逐漸抬頭，以及玉山國家公園劃設於新中橫公路通過之路線，形成公路開發與生態保育之間的轉捩點，政策有六年時間游移不定，一度允許榮工處（今榮民工程公司）繼續向西闢建至大分，最後在環境影響評估審查下，由行政院下達放棄興建之行政命令，全線於1991年1月1日通車，形成一條「沒有橫貫」的公路。

## 歷史

### 背景及緣起
1974年9月20日，有鑑於既有三條東西橫貫公路，仍不足以便利東部與西部的開發，為達到區域均衡發展，行政院預定計畫再開鑿三條東西橫貫公路，分別於北部、中部以及南部闢出。1977年9月23日，行政院宣布將新闢東西橫貫公路三條列入十二項建設計畫，待十大建設完成後，即可實行。由於嘉義與玉里之間受到地形阻隔，且是台灣島中央地帶，並因玉里位於花東縱谷之中央地帶，使嘉義與玉里之間的來往得仰賴中橫公路或南橫公路，為改善東部與西部之間的交通，以縮短運輸里程，可促進東部地區繁榮，以達到均衡發展之目的，故興建新中橫公路。另外，沿線富產山地資源，可發展林業、農業、礦業等，以及沿線有高山景觀與不同的林相呈現，配合第三條內陸縱貫公路計畫，可聯繫日月潭、阿里山、曾文水庫等風景區，構成一條旅遊線。

### 興建歷程

#### 選線與踏勘
台灣省公路局從五萬分之一地形圖進行選線，選出烏來宜蘭線、霧社銅門線、水里鳳林線、嘉義玉里線、三地門知本線，其中嘉義玉里線即新中橫公路，該線的踏勘人數最多，開闢的路線也最長。1975年10月15日，由14個單位組成一支踏勘隊，從和社出發，沿八通關古道，經八通關後，捨棄從大水窟翻越稜線之路線，沿荖濃溪而行，在大水窟至尖山之間稜線通過中央山脈，沿闊闊斯溪而行，經大分後，一路沿拉庫拉庫溪下降。25日抵達終點玉里。踏勘期間，對外通訊是使用飛鴿傳書，與外界保持聯繫。

#### 計畫的變遷
水里玉里線行經信義鄉之路段，基於經濟價值的考量，該路段與嘉義至阿里山的公路同等重要，也為配合施工之需，從阿里山東延，與原計畫路線相接，將嘉義玉山線納入該計畫內，形成三條橫貫公路的雛型。1978年5月，行政院核准辦理嘉義玉山線、水里玉山線、玉里玉山線，全線總長265.6公里，工程費總計新台幣36點2億元，工期預計6年完成。由於新增一條嘉義玉山線，在1978年10月成立新橫貫公路工程總處，便於同年11月派出測量隊前往嘉義玉山線。1979年4月，新中橫公路進入定線測量工作，三線交會點計畫設於沙里溪頭，海拔約2100公尺。基於迫切的需要，嘉義玉山線早於1977年進行嘉義阿里山路段改善工程。1979年9月，嘉義玉山線動工。1980年1月，水里玉山線動工。1980年10月，有鑑於沙里溪頭之地形不利於三線交會，故變更至塔塔加鞍部附近，海拔約2500公尺。1980年11月，為配合水里玉山線改線而測量，經測量人員發現，嘉義玉山線與水里玉山線皆於玉山前峰北麓行經，形成上、下兩線接近的情況，恐有養護疑慮，經討論後，決議變更至東埔山埡口，海拔2610公尺，因此使嘉義玉山線里程數縮短7.5公里。

#### 保育與開發

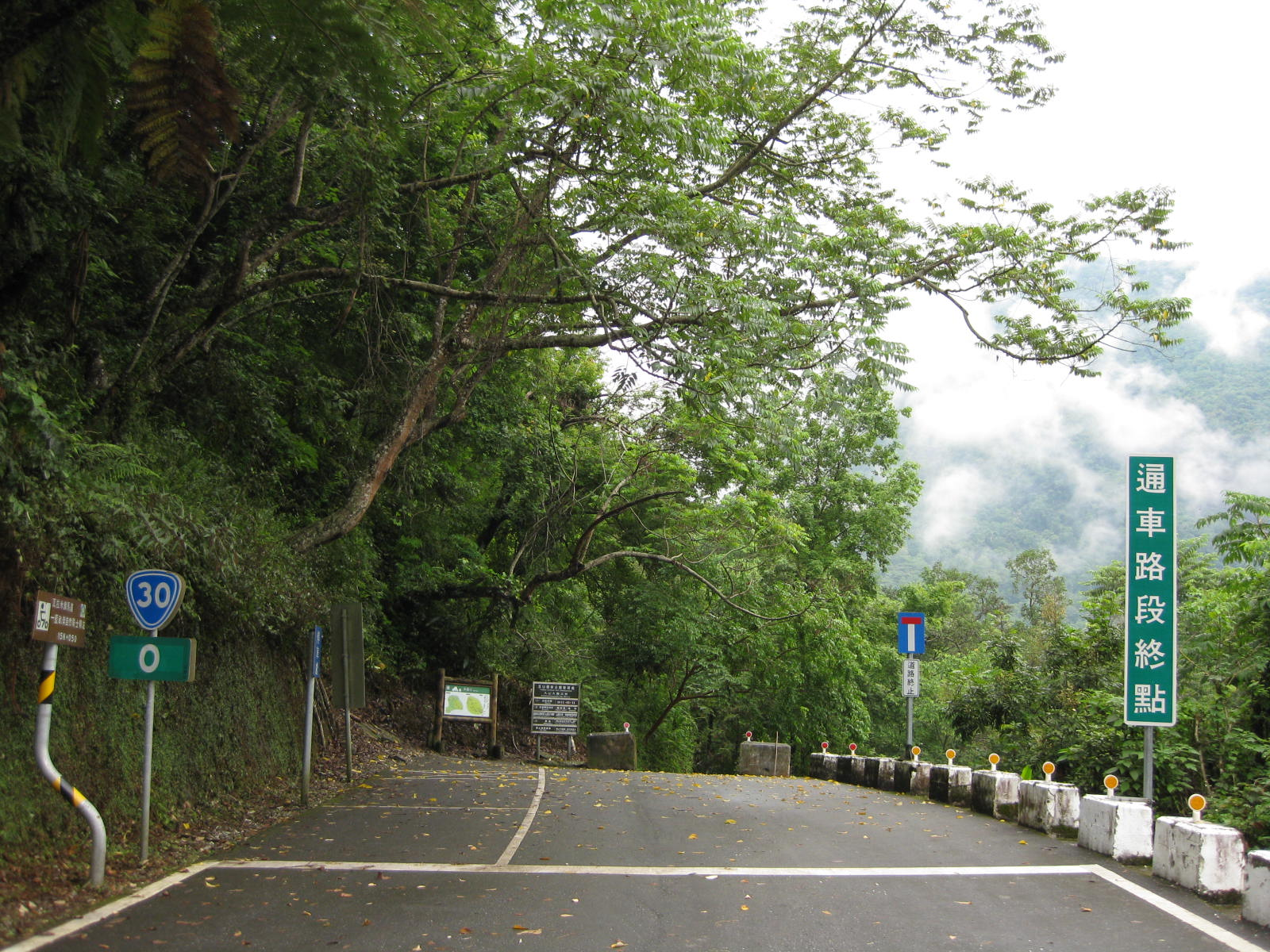
台30線起點於瓦拉米步道口，當時政府為維護自然生態而決定放棄興建玉里玉山線，使得僅興建14.6公里就戛然而止，以致台30線起點位置是深入山區為台18線192公里處，形成斷頭路。

1981年7月，玉里玉山線動工。因玉里玉山線有97公里路段是計畫通過玉山國家公園，在生態保育的意識抬頭之下，引起民間與學界關注。1983年6月，為配合內政部營建署的三項原則：不超過海拔2600公尺、不經過八通關、避讓玉山國家公園，台灣省公路局對塔塔加鞍部至大分之路段選出三條路線，唯第四條路線是符合三項原則，其路線沿林道，經過梅蘭鞍部，於梅山口銜接南橫公路，台灣省公路局認為此一路線不符計畫效益。最後，經由中華顧問工程司進行玉里玉山線環境影響評估，評估結果認為公路的開闢會造成環境受到破壞，有水土流失之虞，以及玉山國家公園的設立，公路的開闢會對生態保育與自然面貌的維護有不良影響，因此臺灣省政府決定放棄興建。1986年4月3日，行政院決議通過，玉里玉山線依現狀予以停止辦理。1989年5月31日，行政院發函回覆臺灣省政府，對於玉里玉山線的恢復興建之問題，待台灣省公路系統的評估完成後，再行決定。1991年，行政院決定放棄玉里玉山線興建計畫，予以停止興建。

#### 完工通車

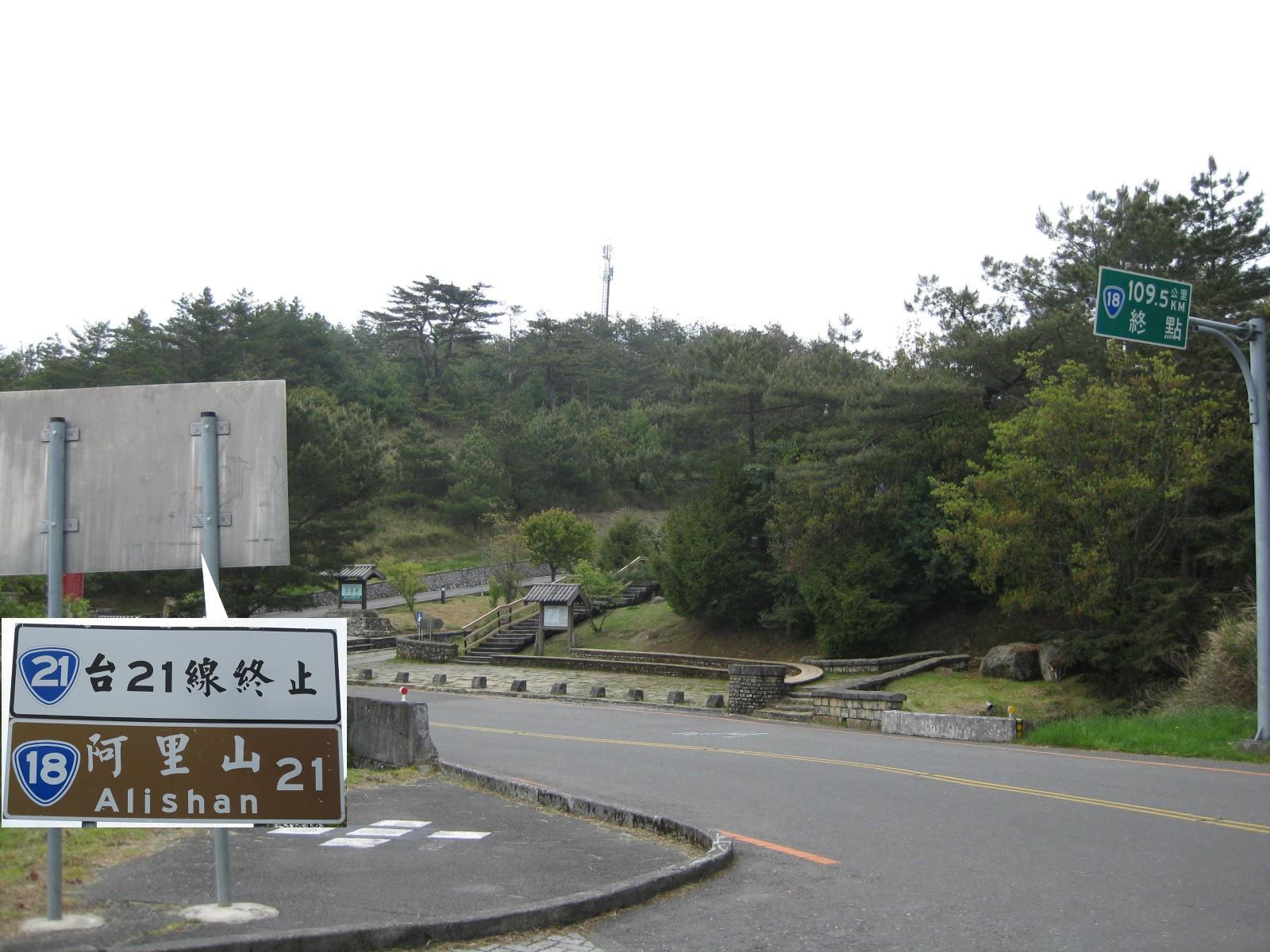
三線交會點東埔山埡口是現今所稱塔塔加。隨玉里玉山線的停建，僅剩水里玉山線、嘉義玉山線交會，成為現今通車台18線終點、台21線終止處。

1982年9月30日，嘉義玉山線在嘉義至阿里山之路段完工通車。1983年1月，水里玉山線在頂崁至神木村之路段完工通車。1986年6月，嘉義玉山線全線完工通車。水里玉山線的通車延宕多時，直到克服47K～53K的地層滑動，才於1990年12月完工。1991年1月1日，水里玉山線開放通車。自此連貫嘉義與水里之間的交通，唯玉里玉山線中斷，東埔山埡口成為嘉義玉山線、水里玉山線交會所在，位置也就是現今的塔塔加，以下路段為台29線的水里玉山線為台21南段,此路段長度超越390公里。

### 養護狀況
公路總局為解決每逢颱風大雨造成道路與橋樑中斷的問題，於2002年間便開始著手辦理，將台21線95K～114K分成兩項路基橋樑復建工程，十八重溪橋、陳有蘭溪橋、筆石橋先於2003年12月動工，松泉橋、神和橋與愛玉橋則於2004年3月動工，工程全採用長跨徑箱型鋼梁。2006年10月26日，台21線十八重溪橋～愛玉橋等六座橋樑全線通車。由於豐丘明隧道南端路段，受到土石流及邊坡坍塌，造成台21線中斷，故公路總局於2006年間辦理規劃「台21線豐丘明隧道改建橋梁工程」。
2007年1月9日公告，為配合玉長公路通車，台18線有15公里路段併入台30線。2007年6月，為配合高鐵嘉義站的啟用，公路總局將阿里山公路起點西遷，總里程數增加近14公里，使舊樁號得全數換新，其終點於塔塔加，總長度為109.9公里。2007年7月，台21線豐丘明隧道改建橋梁工程動工。2008年9月14日，辛樂克颱風降下暴雨，導致八掌溪水沖垮五虎寮橋。2009年3月，於原橋址下游約300公尺處動工新建五虎寮橋。同年3月27日，台21線豐丘明隧道改建橋梁工程完工，沙里洞橋隨新橋啟用後，將橋名變更「沙里凍橋」。2010年7月31日，舉行通車剪綵儀式，新建五虎寮橋啟用。

## 路線概述
新中橫公路最初計畫是北起於南投水里，經沙里溪頭、八通關，東迄於花蓮玉里，後來考量到嘉義通往阿里山的公路也具有重要價值，故將嘉義玉山線列入該計畫，三線交會於沙里溪頭，使新中橫公路的三線形成丫字狀路網。這三線分別是：嘉義玉山線、水里玉山線、玉里玉山線，其中橫跨於台灣島中央地帶，計畫連接起東部與西部是嘉義玉山線、玉里玉山線，兩線的總長度約204公里。其路線歷經數次變更後，現今的新中橫公路如下所示：

### 嘉義玉山線
嘉義玉山線又稱嘉義玉山段，西起於嘉義後庄，東迄於東埔山埡口，全長90.2公里。全線橫跨嘉義縣中埔、番路、竹崎、阿里山等四鄉以及南投縣信義鄉，並以觸口分成平地與山區兩路段：觸口以西是利用原有道路進行改善，其行經後庄、頂六、吳鳳廟，越過八掌溪後，抵達觸口，此路段計長16.8公里；觸口以東屬於山區路段，僅在20K～24K與60K～66K為新闢成道路，以及從72K開始之路段，乃利用原有的運材鐵道新闢成道路，其餘路段皆利用原有道路進行改善，其行經觸口、龍美（瀨頭）、隙頂、石桌、十字路、阿里山、自忠、新高口，抵達終點東埔山埡口止，此路段計長73.4公里。當通車後，嘉義玉山線在省道系統中，與玉里玉山線同被編入台18線。歷經調整與變更後，現今台18線位於太保至塔塔加之路段。嘉義玉山線正因是嘉義通往阿里山的道路，故稱為「阿里山公路」。

#### 地理
嘉義玉山線大致呈東西走向，由西向東橫貫了嘉南平原、嘉義丘陵、阿里山山脈。由於玉山山塊以玉山主峰為中心，稜脈呈十字狀稜延伸，其中向西延伸的稜脈連接至阿里山山脈，嘉義玉山線便沿該稜脈之北面而行。此外，該稜脈也為濁水溪與高屏溪之分水嶺，分布著楠梓仙溪、博博猶溪、郝瑪嘎班溪、沙里仙溪等諸多河川之上游。在現今台21線中止處與台18線之終點則位在海拔2610公尺，即新中橫公路計畫中三線交會點，此處有東埔山與鹿林山的山脊線之鞍部上，即稱「東埔山埡口」。嘉義玉山線在行經於嘉義縣之路段，境內主要的水系有八掌溪、曾文溪、清水溪，其中自嘉南平原出發的嘉義玉山線，沿八掌溪畔來到觸口，這裡是八掌溪由山區進入平原的出谷地帶，觸口的地形不僅出現新舊交疊之複成沖積扇，在公路兩側可見內埔台地、客莊台地，這是受到切割而呈現河階化的沖積扇。嘉義玉山線於觸口越過八掌溪後，蜿蜒於獨座溪谷，高度由海拔250公尺攀升至海拔1070公尺，自龍美開始沿八掌溪與曾文溪之分水嶺而行。當公路向西經過扶蓉山後，則沿清水溪與曾文溪之分水嶺而行，當公路行經至曾文溪上游，此一河段則改稱後大埔溪，由於上游河段深入至阿里山山脈，可見河床狹隘，兩岸地勢高聳之峽谷。
塔塔加斷層以西至公田斷層之間的地質，阿里山公路除了扶蓉山路段是屬關刀山砂岩，其餘路段大多是屬南莊層。當公路向西行經公田斷層與觸口斷層之間，該路段的地質分布卓蘭層、南港層（和社層）、錦水頁岩、十六份頁岩與大窩砂岩等地層，並且有數條向斜線、背斜線及斷層交織通過，此外在阿里山公路仁愛橋附近有大窩砂岩出露。向西駛離觸口斷層之後，阿里山公路的地質受到八掌溪影響，分布沖積層、台地堆積層等地層，只有在台地會分布頭嵙山層，向西通過五虎寮橋之後，全屬於沖積層的產物。

#### 災害

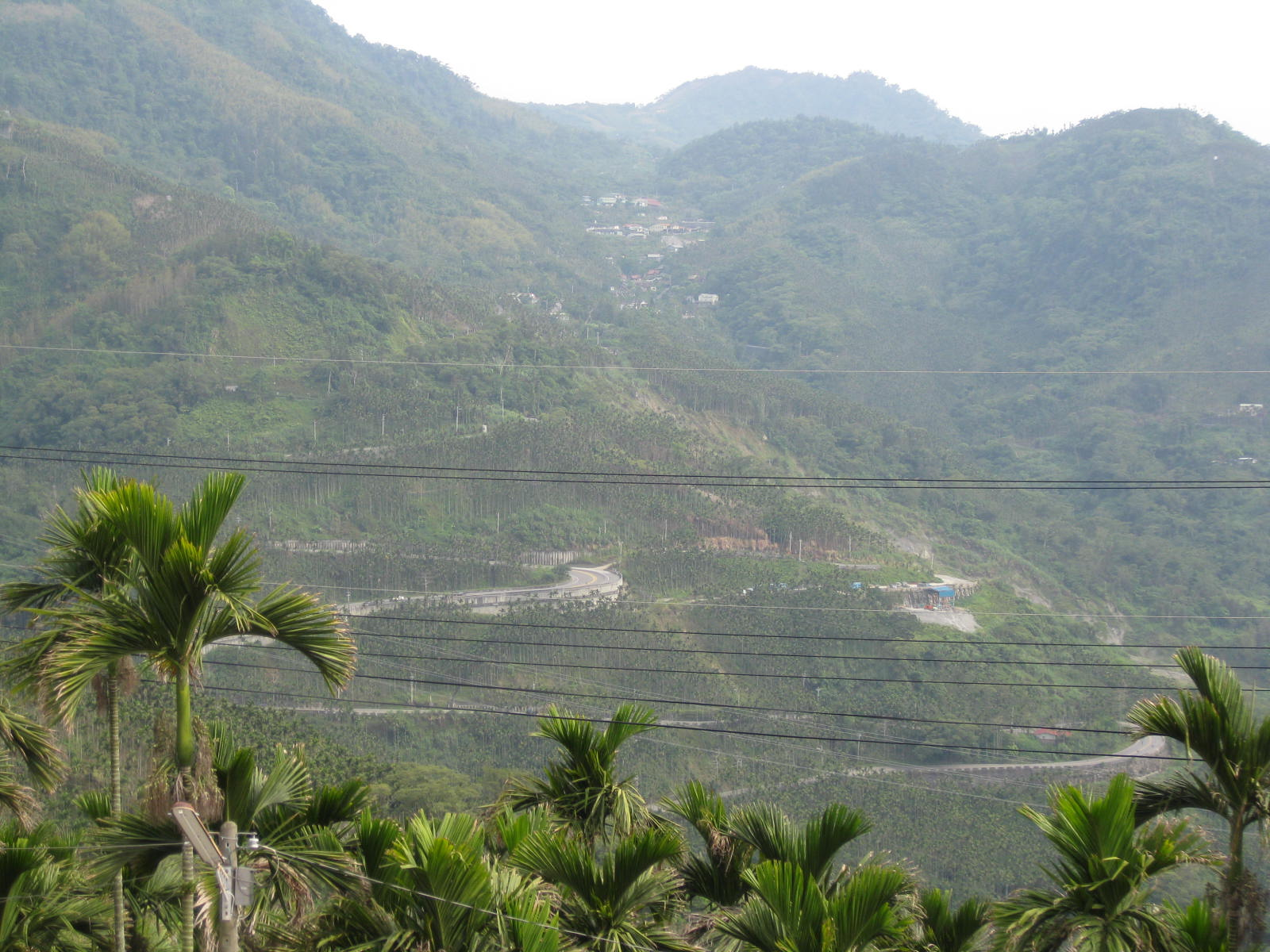
由公田遠眺五彎仔可見阿里山公路呈之字形爬升，自1982年通車以來就是深受地滑之擾。如今透過整治與監測後，大大減緩了地滑造成的災害。

阿里山公路經歷921大地震後，據統計發現，公路坡向以北、西、南三面，當坡度逾55%以上，且距水系200公尺，這三項要素成為崩塌發生因子。據1984至1994年統計止，95%崩塌發生是由豪雨造成，岩層不穩定而受降雨侵蝕，里程以舊樁號為準，發生崩塌集中於20K～25K（41.9%）、55K～60K（39.2%）、65K～70K（39.2%），並且有91%是崩塌造成道路損毀之主因。台18線43K～45K路段是一處面積約50公頃的地滑區，由於此一路段呈之字形，共有五個迴頭彎而得名「五彎仔」，曾於2006年列為全台危險公路之首。五彎仔地滑區自阿里山公路通車以來，受到獺頭斷層與公田斷層直接通過的影響，使該地的岩層脆弱，當降雨滲入至岩層縫隙中，地下水的壓力與對地層的潤滑作用，加上該地的坡腳受獨座溪支流侵蝕，經過歷年颱風降下大雨，誘發了五彎仔路段出現地滑，造成公路災情發生，每年5月～9月雨季期間就平均滑動1.8公分。有鑑於地滑致災，危及行車安全，如今在五彎仔路段已經對獨座溪護岸、道路邊坡、坡面排水做整治工程，並完成架設監測儀器，公路總局有專人隨時監測。

### 水里玉山線

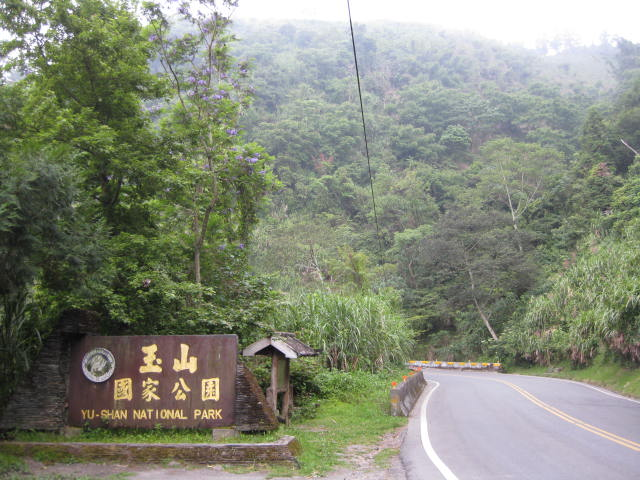
如今玉里玉山線停建後，新中橫公路只有水里玉山線、嘉義玉山線會經過玉山國家公園。圖中所示，水里玉山線於台21線119K通過玉山國家公園界碑。

水里玉山線又稱水里玉山段，北起於水里頂崁，南迄於東埔山埡口，全長71公里。全線位於南投縣境內，行經水里、信義兩鄉。自頂崁至神木村是利用既有道路改善而成，此路段計長34.3公里；由神木村至東埔山埡口之路段為新闢，此路段計長36.7公里。在和社以北之路段，水里玉山線大致是沿陳有蘭溪畔而建，直到陳有蘭溪於龍神橋附近與濁水溪匯流後，便沿濁水溪畔而行。由北向南，水里玉山線途經頂崁、新山、郡坑、上安、信義、豐丘等聚落。由東岸橫跨陳有蘭溪之後，水里玉山線改行西岸，繼續向南，經過和社後，便沿和社溪西岸而行。跨越和社溪之後，路線急遽改向，高度逐漸攀升，以東埔山塊為分水嶺，由和社溪東岸行至沙里仙溪西岸，之後的路段多以迴頭彎方式攀升，經同富山後，水里玉山線大致與東埔山稜線的走向近乎平行，直到終點東埔山埡口。現今，水里玉山線在省道系統中，被台灣省公路局編入台21線的一段。由於台21線是第三條縱貫公路，且位置靠近中央山脈，故稱為「第三條內陸縱貫公路」。

#### 地理

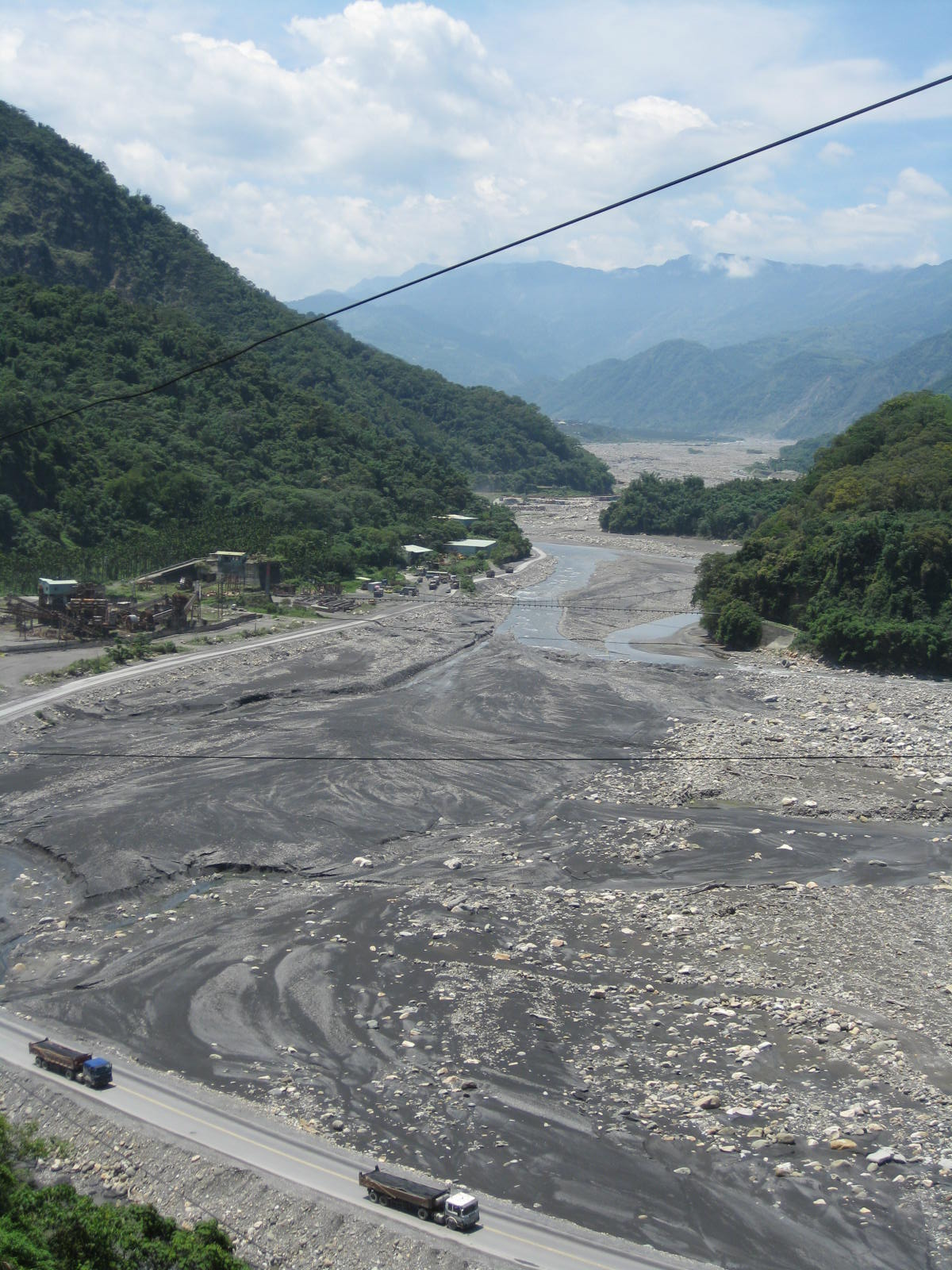
陳有蘭溪縱谷是一條被斷層通過而成的斷層谷。
提醒：圖左下角有砂石車行駛的公路是河床施工便道，並非新中橫公路。

水里玉山線的地形由東埔山塊與陳有蘭溪縱谷構成，此兩地形的位置恰為一南一北，故為便於陳述，依地形分成南段與北段。南段行經於東埔山塊，稜線呈南北走向，地形上屬於阿里山山脈，位置上為和社溪、沙里仙溪之分水嶺，其中行經於東埔山塊東面，因公路被沙里仙溪途的支流所經，比如烏乾溪、大勇橋都發展成蝕溝，侵蝕旺盛。此外，自烏乾溪直上塔塔加之路段，受因於地形的限制，使水里玉山線得以數次的迴頭彎方式攀升，此一路段被地理學家王鑫稱「大迴頭彎」，到了東埔山路段，路線走向大致與稜線平行。北段是沿陳有蘭溪，鄰畔而行，此一路段受限於縱谷的走向，由斷層穿過而成一縱谷地形。在陳有蘭溪橋上可見陳有蘭溪東岸有一片裸露的山壁，這是受斷層作用所留下與溪谷近乎平行的證據，為該界限斷層出露明晰之斷層面。水里玉山線沿途可見陳有蘭溪流域出現16處沖積扇，後來經過下蝕復活，這些沖積扇大多被河階化，其中新鄉、羅娜等地的河階都是台灣溪谷中面積最大的切割沖積扇，許多聚落位居於之上，因地勢高於公路之故，除郡坑一帶有小規模沖積扇，其餘大多無法完整見得其全貌。
水里玉山線因路線的行經東埔山塊、陳有蘭溪，故地質的分布以此兩地形區分。東埔山塊位於塔塔加斷層以西，因水里玉山線迂迴而行，當中通過多處山溝、神木斷層、十八折坑斷層、兒玉斷層、和社背斜等，使該路段的岩性脆弱。至於此一路段的地質，除了同富山向斜兩翼有南港層出露，其餘路段多屬南莊層。當公路越過和社溪之後，便會進入到沖積層、台地堆積層等地層，此一路段的地質主要受到陳有蘭溪與其支流的影響。在十八重溪橋是橫跨十八重溪，溪谷兩岸分布十八重溪層。繼續沿公路向北行經龍神橋路段，因路線行經緊鄰山壁，地質是介於白冷層、沖積層之間，於龍神橋往東望去濁水溪岸的山壁，可見白冷層露頭。繼續北行至頂崁，沿線的地質則是水長流層與白冷層分布。

#### 災害

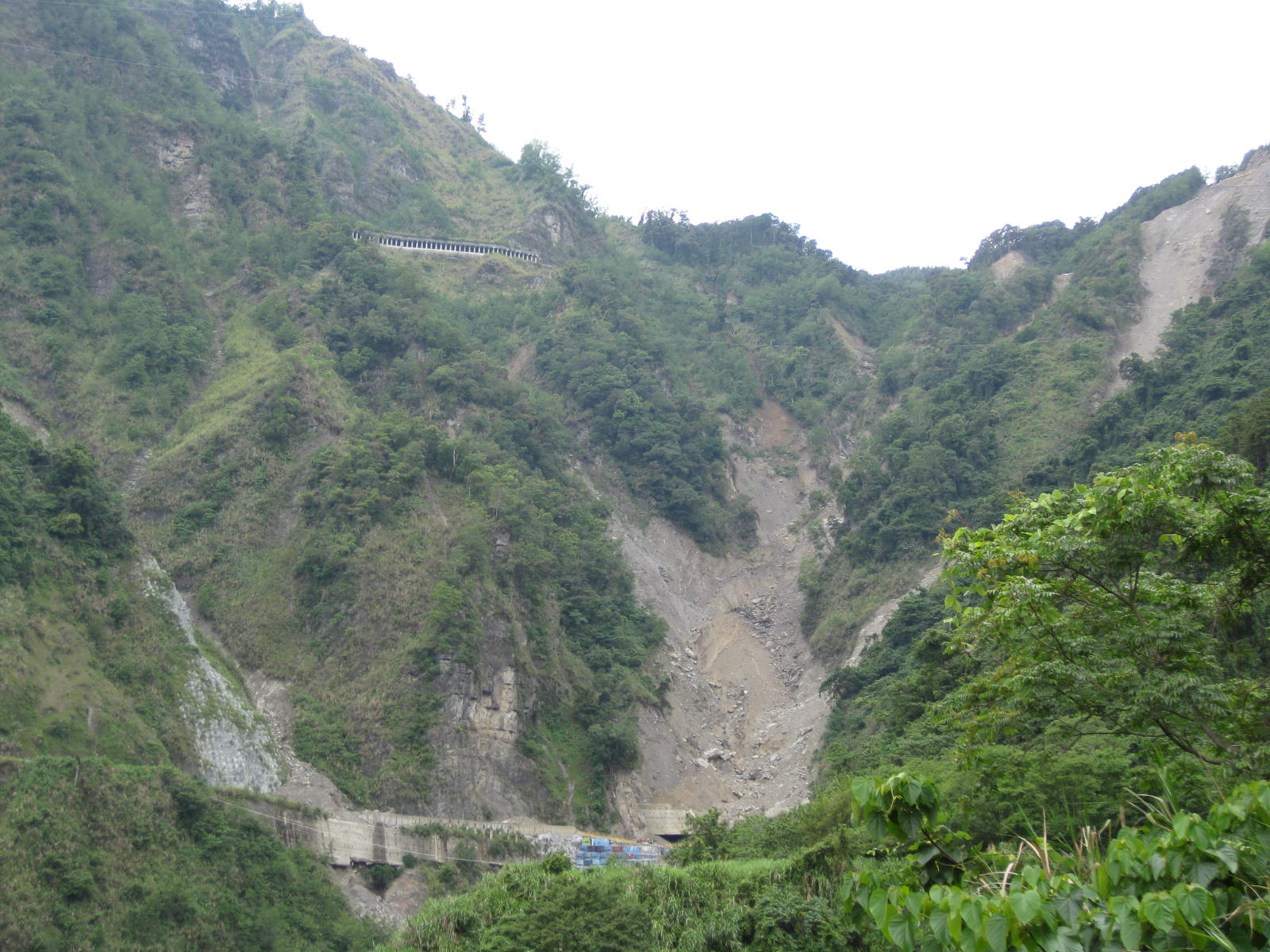
烏乾溪的河床崩坍造成橋梁被沖毀，不僅受因於大雨造成，斷層的通過，使烏乾溪的地質破碎，成為崩坍的另一原因。

陳有蘭溪沿岸生成許多沖積扇是受因於流域內許多崩塌地，由於溪谷陡峭且長度短，加上地質複雜且岩層破碎，在河川本身的向源侵蝕與側蝕，以及降雨沖蝕、地震崩壞等因素，使土石隨著山坡崩塌或滾落下溪谷裡，直到颱風或梅雨等時機降下大雨，累積到足夠的推進力量會將溪谷裡土石給推動，形成河水混拌著土石般泥漿流動。當排洪斷面不足以河水挾帶大量土石與雜木流過，便會將橋孔淤塞，並發生土石流帶來的巨石粗礫撞擊橋身，導致橋樑流失、橋身傾斜、橋面移位，例如：賀伯颱風造成新興橋被土石流沖走，信義橋、郡坑橋皆結構受損，陳有蘭溪橋的橋孔被土石淤塞，其橋墩有發生傾斜的現象，神和橋的橋台、橋墩遭土石流沖刷裸露；桃芝颱風造成信義橋一端被土石流沖走，陳有蘭溪橋、松泉橋、愛玉橋、神和橋等四座橋樑全被土石流沖走；辛樂克颱風造成豐丘明隧道南口被土石流埋沒；莫拉克颱風造成橫跨烏乾溪的橋樑被土石流沖走。河岸侵蝕主因是受支流挾帶的土石淤積於主流，導致主流的河道縮減，水流方向被改變，使水量集中且流速加快的情況下，河水的侵蝕作用因此加劇，造成河岸淘刷，最後橋台塌陷，例如信義橋、十八重溪橋與陳有蘭溪橋皆曾於賀伯颱風、桃芝颱風發生過。再以莫拉克颱風為例，台21線在水里、信義之間的路段，受到陳有蘭溪的淘刷，使壽山橋與一旁的山坡被沖走，還有住宅房舍承受不住淘空，因而滾落溪裡。河道曲折會使河水宣洩不及，造成河流截彎取直流過平緩地，例如筆石溪在桃芝颱風就發生改道，直接流入陳有蘭溪，造成新中橫公路被沖斷。

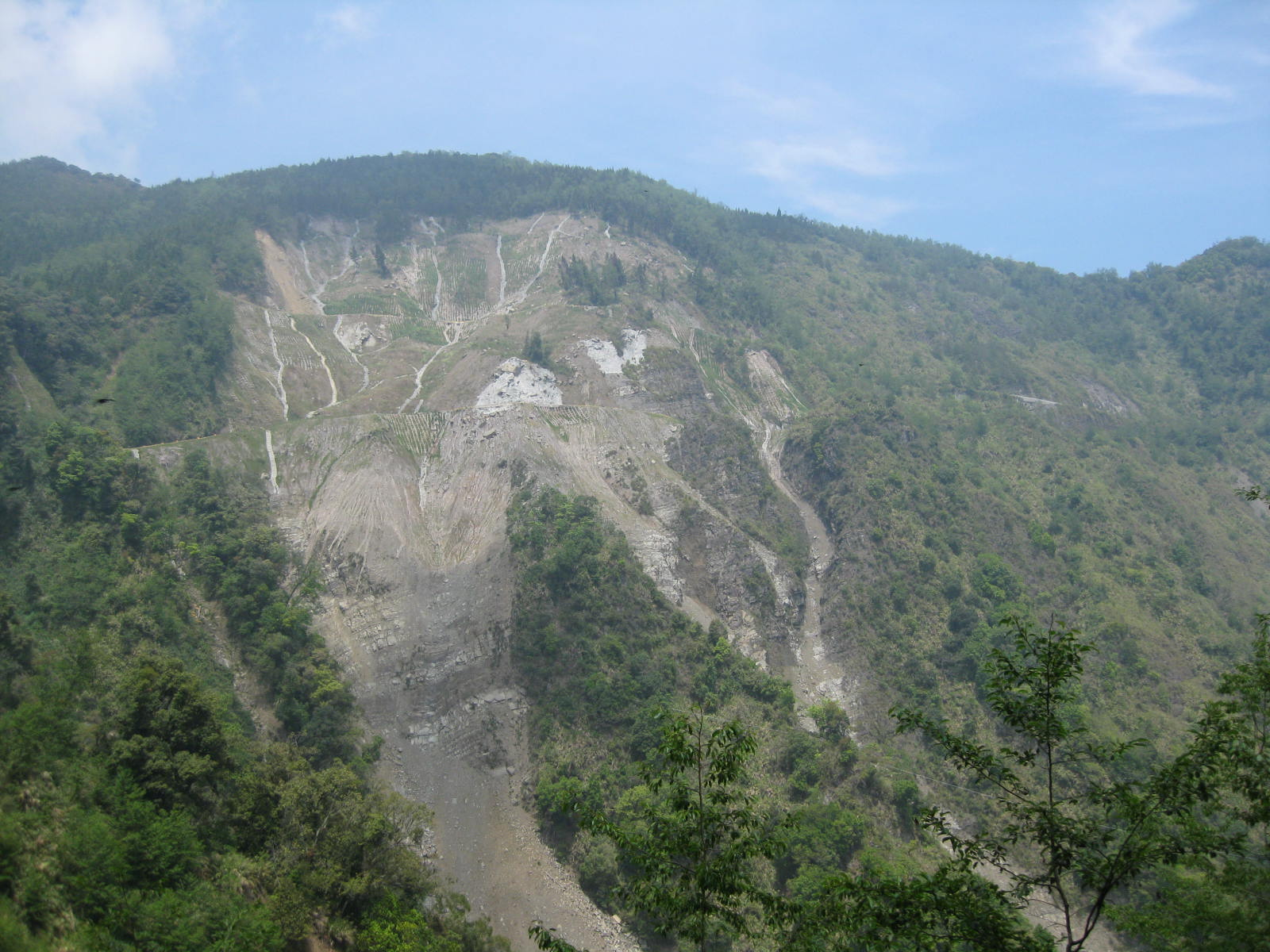
被地理學家王鑫稱為「大迴頭彎」的台21線，位於烏乾溪橋通往東埔山的路段，此處坍方的嚴重可由圖閱知。

在邊坡陡峭的路段，其坡角約40度～79度，落石發生率不明顯，當坡角超過80度，邊坡呈現崖形，其發生率高達100%，並受到岩性差異、節理發達、斷層通過、不連續面的間距等都會影響落石發生率，加上新中橫公路開闢之時，使用炸藥開路造成地層不穩，也留下炸孔與破裂面，尤以颱風降下大雨，落石發生率會高於乾燥季節。新高口、石山、塔塔加等路段，因公路接近稜線，故坡高不大，大多是細粒的土石崩落，其餘路段可見落石發生。地理學家王鑫曾對新中橫公路調查，以施工前、興建中、完工後比對道路工程對於邊坡穩定影響，發現崩塌是以大迴頭彎路段最為嚴重，主要以岩屑滑落與岩屑滑崩發生居多。由於神木村以南開始，公路全屬於新闢，因此是直接將坡腳挖開，使岩層裸露，易受風化、降雨侵蝕，加上有背斜線與斷層通過，岩層褶皺，節理發達，岩性屬於砂頁岩互層的南莊層，容易發生差異侵蝕，正好這些因素集中在大迴頭彎路段，由烏乾溪谷、大勇橋溪谷與東埔隧道這三區較為易見，例如：莫拉克颱風發生烏乾溪橋被土石流沖毀，也造成路基被淘空52公尺之深，公路總局為應付這地形，疊砌50餘個貨櫃，其內填充土石成為路基，使工期可於20天內搶通。由於烏乾溪谷上緣是較開闊，呈現圈谷狀崩塌地，並有斷層通過，使邊坡岩層破碎，當大量雨水沖刷邊坡，成為烏乾溪土石流的土石來源。

### 玉里玉山線
玉里玉山線又稱玉里玉山段，西起於東埔山埡口，東迄於花蓮玉里。起初，計畫全長102.7公里，利用既有道路7.1公里改善，其餘95.6公里路段則需要新闢；經變更後，全長為122公里，利用既有道路7.2公里改善，其餘114.8公里路段則需要新闢。全線橫跨於南投縣信義鄉、高雄市桃源區、花蓮縣卓溪鄉以及花蓮縣玉里鎮。原計畫於東埔山埡口與嘉義玉山線、水里玉山線交會，因玉里玉山線自玉里向西興建至14.6公里處便終止，使得東埔山埡口僅嘉義玉山線、水里玉山線交會，東埔山埡口現今改稱「塔塔加」。玉里玉山線在省道系統中，與嘉義玉山線同被編入台18線，後來為配合玉長公路的通車，公路總局將台18線玉里至山風之路段納入台30線。

#### 計畫概述
原計畫路線是自三線交會點開始，先通過塔塔加鞍部、沙里溪頭，經玉山之路段，乃配合地形折繞，之後抵達全線最高點，海拔2800公尺八通關。轉向東南，沿荖濃溪而行，在尖山一帶計畫興建隧道穿過中央山脈，此為南投、花蓮兩縣分界。通過中央山脈後，路線大致沿拉庫拉庫溪而行，沿途會計畫興建數座隧道及橋樑，以避開地形與地質的工程難題，其中部分路線大致沿八通關古道興建，最後至終點玉里，與台9線銜接。
後來因原計畫路線行經高山環境，有鑑於生態豐富，民間人士與專家學者憂感於公路的闢建，導致生態環境受到破壞，經政府核准設立玉山國家公園，使玉里玉山線為配合玉山國家公園，故變更原計畫路線。台灣省公路局將大分至塔塔加鞍部之路線變更，南玉山埡口至塔塔加鞍部之路段是計畫沿用楠梓仙溪林道進行改善，南玉山埡口至大分之路段則是新闢路線，行經安東山，跨越荖濃溪，穿過中央山脈。由於玉里玉山線的計畫路線變更前與變更後皆會通過玉山國家公園，內政部營建署曾建議其路線沿楠梓仙溪林道，向南與南橫公路銜接，後來台灣省公路局認為路線冗長而迂迴，最後經環境影響評估報告的審查，由行政院宣布將玉里玉山線依現狀予以停止辦理，使當時已完成14.6公里之路段就戛然而止。

#### 地理
在玉里玉山線未停建前，計畫由東埔山埡口穿過東埔山塊，通往塔塔加鞍部。玉里玉山線沿拉庫拉庫溪向東而行，直到卓樂（卓麓）附近，因清水溪於此匯入拉庫拉庫溪，出谷後的河床開闊，帶來大量的泥砂沖積於下游，故呈現沖積扇地形，扇頂高度165公尺，扇徑約6000公尺，總面積17平方公里。當公路沿拉庫拉庫溪畔上行，由於河谷兩岸陡峭，逐漸呈現出峽谷地形。至於地質，玉里玉山線當初計畫沿八通關古道開闢，將大南澳片岩分成兩種地層：太魯閣層、玉里層，可對比中橫公路之天祥層、長春層、九曲大理岩，再根據板塊構造學說的模式分出：高溫低壓的太魯閣帶、高壓低溫的玉里帶。在《臺灣地質圖》中可見，玉里玉山線由大南澳片岩與沖積層之間，還夾有板岩帶的畢祿山層。玉里玉山線的終點玉里，位於花東縱谷中央地帶，緊鄰中央山脈的山腳，玉里斷層直接穿過市區；同時，該地亦為拉庫拉庫溪、秀姑巒溪、卓溪匯流之處，地質為來自拉庫拉庫溪與清水溪挾帶的泥砂，屬於沖積層的產物。

## 自然資源
由於新中橫公路橫跨嘉義、南投及花蓮三縣，其計畫中開發效益，主要是藉開發山地資源，帶動經濟發展，在透過踏勘隊勘查後，發現嘉義玉山線有阿里山煤田，蘊藏量約60萬公噸，煤質頗佳，儲藏於南莊層的含煤層，受到斷層與褶皺等構造線切割，使煤層分布零散，最高只達10萬公噸，故開採效益不高。水里玉山線並無自然資源，可由鄰近的東埔溫泉可知該地區地層中蘊藏地熱資源，經過評估認為，溫泉位置偏遠，地形對架設鑽井探勘工作不易，就以中央山脈所發現的溫泉而言，對台灣整體電力供應需求不及2%，突顯出地熱蘊藏量是不合乎發電效益。在三線之中蘊藏資源最多是玉里玉山線，當初計畫通過八通關至瓦拉米一帶，沿線有結晶石灰岩（又稱大理石）、白雲石、石英片岩、含金石英脈等礦產，其中又以瓦拉米蘊藏約50億公噸以上的大理石是最具開採規模，然而質地優良的大理石可供開採並不多。此外，台灣電力公司曾構想開發拉庫拉庫溪與陳有蘭溪的水力資源，主要投入於拉庫拉庫溪，其中玉里玉山線有計畫通過。由於缺乏進一步調查，因此在目前資料甚少下，至今對於玉里玉山線沿線礦產仍瞭解有限。

## 生態

### 植物

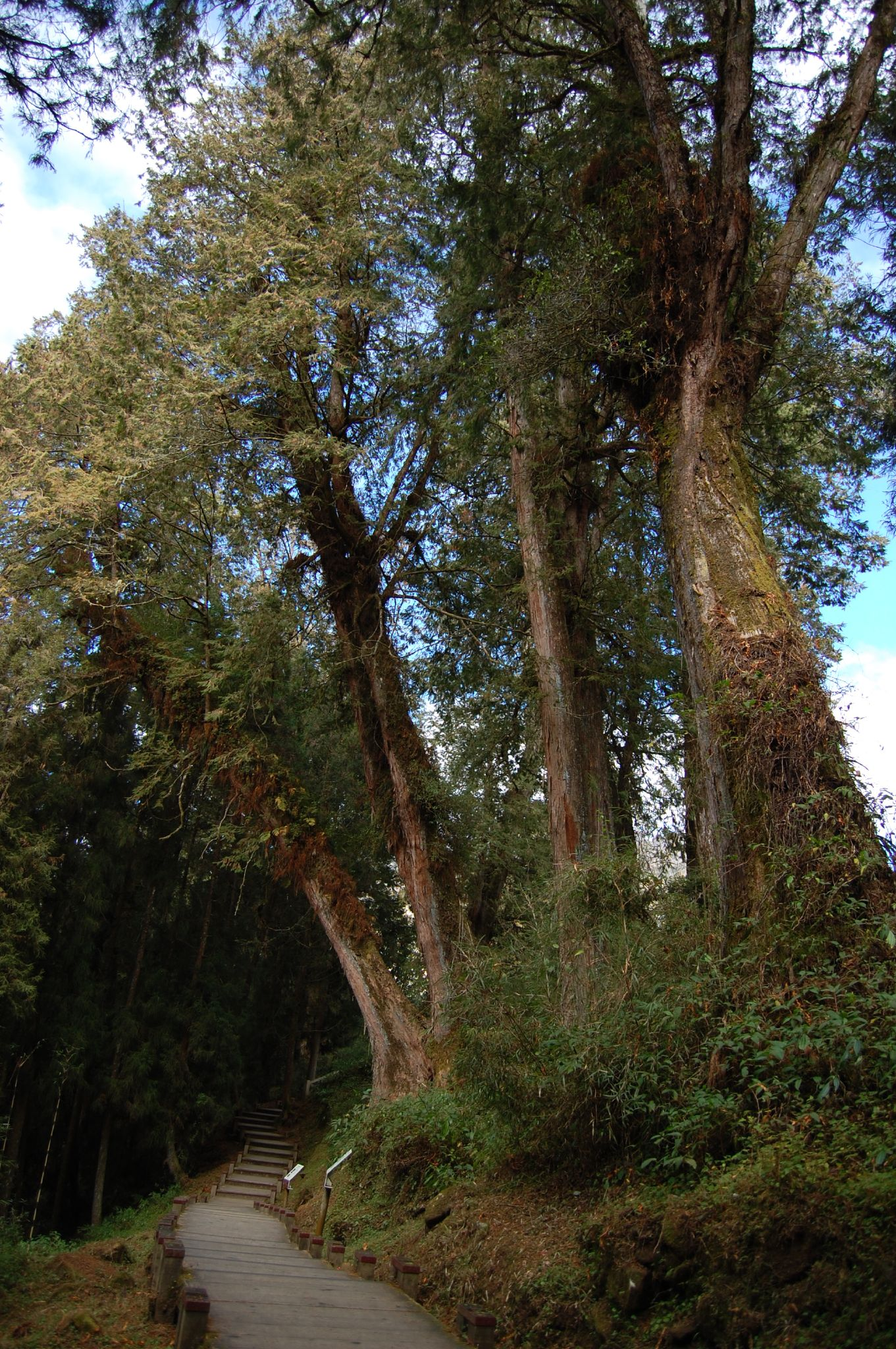
台灣紅檜是霧林帶的指標性樹種，長年生長於雲霧繚繞的山區，阿里山正是其中一例。

據屏東農業專科學校（今屏東科技大學）楊勝任、邱創益、葉慶龍等三位教授，於1987年9月～1988年1月對新中橫公路沿線的植物群落進行調查，依優勢種與特徵種可分出7種林型，由低海拔至高海拔介紹：五節芒型、茵陳蒿虎杖型、白校鑽紅檜型、台灣紅榨槭型、台灣赤楊型及台灣二葉松型，台灣澤蘭型分布廣泛，自平地到高山，沿途可見。出現於海拔350～1300公尺之山坡，以五節芒為優勢，尚有木芙蓉、葛藤及木麻等組成其群落，從觸口往阿里山方向，沿途可見該植群，當高度達1400公尺以上，取而代之是柳杉為主的人工造林地。在海拔2000～2700公尺是高山柳與台灣赤楊生長，也伴隨高草型植物出現，如高山芒，但該植群仍以草本植物生長居多，如茵陳蒿、虎杖、黃菀、木苧麻、台灣澤蘭、台灣珍珠梅及阿里山油菜等，其中以茵陳蒿、虎杖為優勢，分布於岩壁或崩塌地。白校鑽紅檜型生長的群落與茵陳蒿虎杖型重疊，分布於海拔2200～2400公尺，在自忠、水山一帶可見，為針闊葉混生林型之一代表植群。海拔2300～2600公尺是以台灣紅榨槭為特徵，出現在自忠至東埔山莊之路段，林相呈疏狀，植群夾雜高山柳、台灣鴨腳木、台灣紅檜、台灣二葉松、虎皮楠、白校鑽、森氏櫟及小西氏石櫟等樹種。在海拔2400公尺左右，因林相單純，以台灣赤楊為優勢，伴生樹種有高山柳、大葉校力及長尾柯等，在東埔山莊至信義之間以及神木村路段可見。海拔2100～2700公尺台灣二葉松型，該群落有台灣華山松、台灣鴨腳木、奧氏虎皮楠夾雜其間，是新中橫公路分布最高的植群，甚至於海拔3000公尺以上山區也可見，故稱高山松林型，因喜好陽光充足的環境，故易見於向陽的山坡，加上種子散播力強，有利於純林生長，但因樹幹富含松脂，冬季乾燥，在陽光直射下易自燃，常造成森林火災，使玉山箭竹與高山芒得以進入生長，兩者大致以海拔2700公尺區分：分布在以下南面山坡，則是以高山芒為主；海拔2700公尺以上的地被植物，則是以玉山箭竹為主。在垂直分布最廣則屬台灣澤蘭，平地向上至海拔3000公尺，甚至3000公尺以上也可見，其群落以黃菀、冷飯藤、台灣繡球菊、木苧麻、台灣赤楊及高山柳等組成，由於生長在岩層不穩定的環境，故樹形矮小，植被覆蓋率低。

### 動物

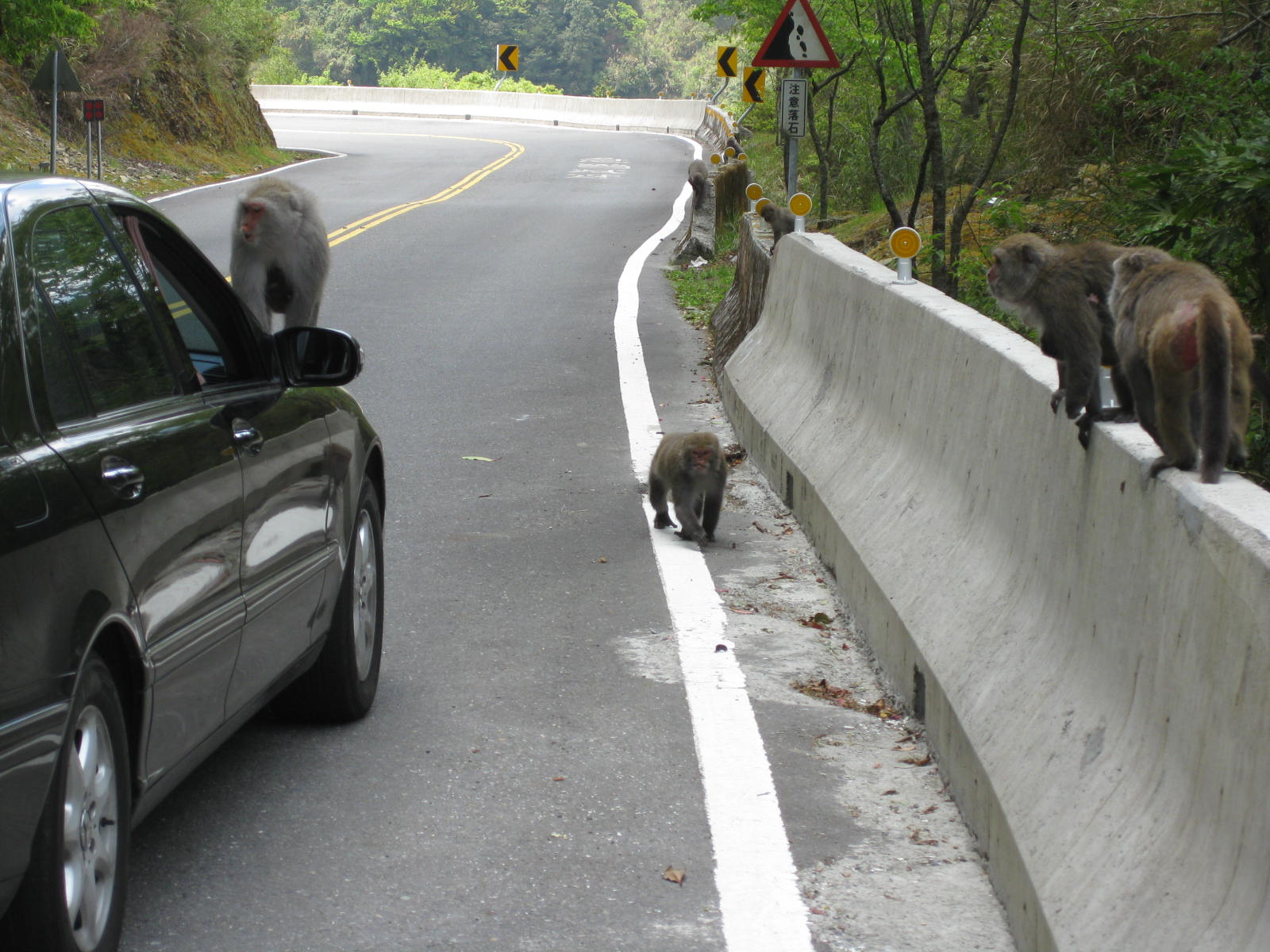
由於台灣獼猴與人類生活高度重疊，在新中橫公路常見有路過的駕駛會駐足觀察台灣獼猴。

新中橫公路闢建之時，計畫通過台灣島中央地帶，正好是高海拔山區，配合氣候環境，許多水源與密林是高山生態系的生物棲息地，曾因為生態保育的問題，使後來玉山國家公園劃設於此，範圍廣達10萬餘公頃，如今新中橫公路大部分路段通過園區，當中的玉里玉山線則通過路段最長，因此並未興建。玉山國家公園管理處委託專家學者或研究單位，對於園區內的生態進行各項調查與統計，故將其結果陳列至新中橫公路。此外，鄰近尚有、塔山野生動物重要棲息環境、鹿林山野生動物重要棲息環境、楠梓仙溪野生動物保護區、玉里野生動物保護區。
據研究指出，台灣獼猴與遊客互動距離保持兩公尺以上，台灣獼猴行為模式則偏屬靜態，若低於一公尺，加上互動頻繁或行為激烈，往往使台灣獼猴有搶食或攻擊行為。從平地至高山，台灣獼猴遍佈足跡甚廣，其中在石山路段易見，玉山國家公園於此設置繩索天橋，是為避開車輛，以供台灣獼猴通過公路。台灣黑熊從3000公尺以下山區，分布在針葉林與闊葉林，以瓦拉米、大分為主要棲地，在靜山期間，曾發現台灣黑熊出沒於孟祿亭及塔塔加森林，由於這兩處是接近塔塔加遊憩區，顯示出人類活動的增減，對台灣黑熊的活動有所影響。帝雉又名黑長尾雉，屬第二級保育鳥類，山羌屬第三級保育哺乳類，牠們為避開人類干擾，覓食活動常選擇在人煙稀少或濃霧天氣，才會在公路上或兩旁活動。

## 運輸網路

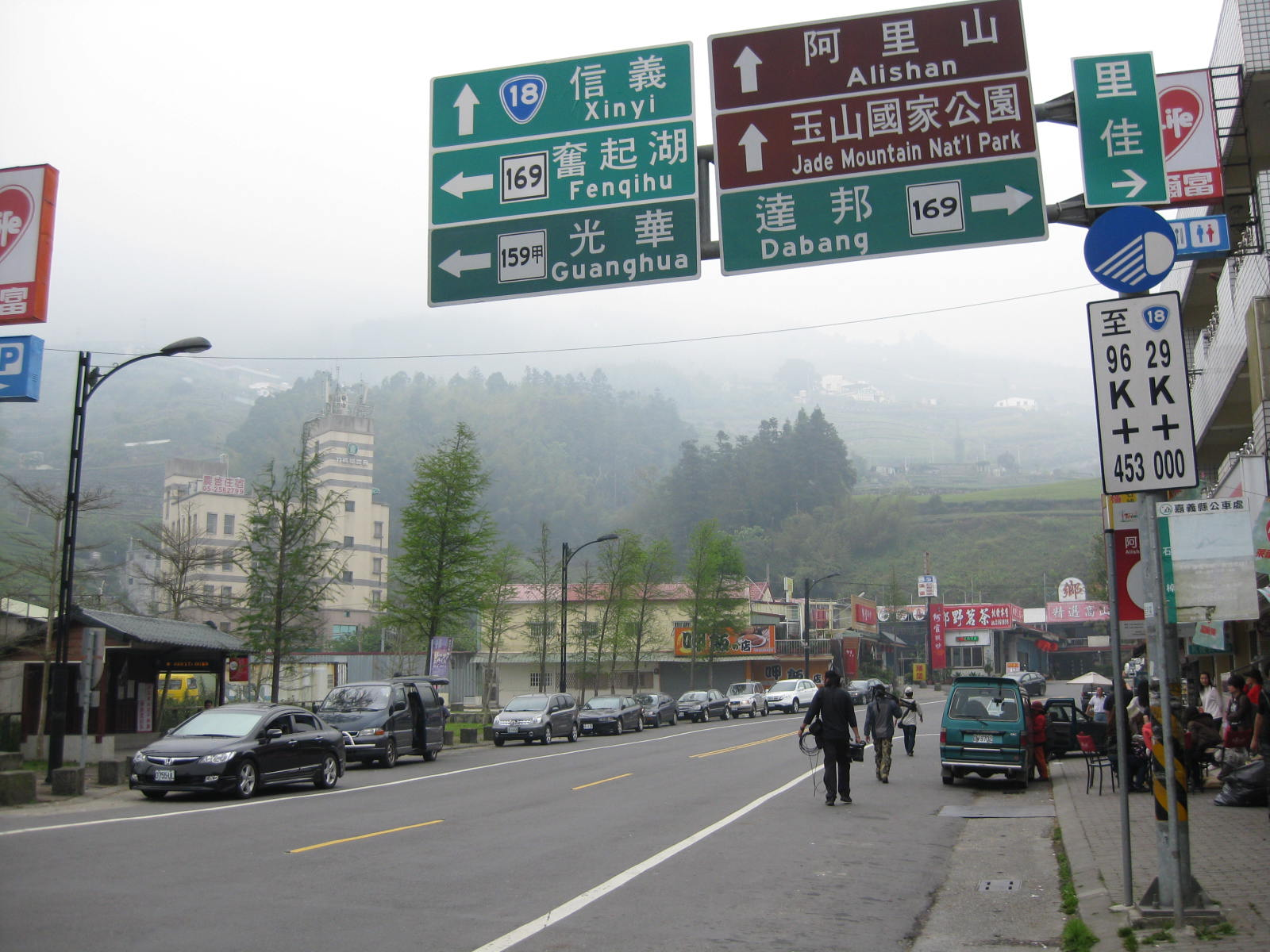
石桌是阿里山公路的樞紐之一，其中縣道159甲線走向與阿里山公路近乎平行，成為石桌以下路段的替代路線。

新中橫公路由嘉義玉山線、水里玉山線、玉里玉山線構成，其中塔塔加至山風路段並未興建，使通車後的嘉義玉山線與水里玉山線自成系統，也使玉里玉山線與東部交通系統結合，故公路總局將其與玉長公路併編台30線。至於嘉義玉山線則編台18線，水里玉山線則編台21線，兩線是嘉義至水里往來之幹道。
台18線沿途與縣道165號、國道3號、台3線、縣道169號、縣道159甲線交會，直到塔塔加與台21線相接。在後庄分岔成兩線，向北往嘉義市區，向南則是縣道165號，可往白河。於頂六附近，國道3號在台18線設立中埔交流道，來往嘉義、水里之間，經由國道3號抵達竹山交流道，沿台3線轉接台16線，最後抵達水里，此一路程可取代新中橫公路繞行於高山地帶之長程。台18線、縣道169號、縣道159甲線集結於石桌，除向南僅通達里佳而止，以及沿縣道169號得藉其它公路，可再繼續向北通至雲林、南投，其餘各線則聯繫嘉義、南投，也是串連阿里山、奮起湖、特富野等周邊景點的風景線。
台30線玉里以東之路段原屬台18線，如今台30線起點設立於瓦拉米步道口。沿台30線向東而行，途經玉里有台9線交會，可往花蓮、台東，全線縱貫於花東縱谷之中，也可改行海岸公路，在安通進到玉長公路，亦屬台30線，穿越海岸山脈後，直奔終點寧浦，接上台11線則是沿海岸而行的公路，可往花蓮、台東。就位置而言，台30線是玉山國家公園東部園區唯一對外道路。
台16線在頂崁路段有短暫與台21線共線，是人和、地利、雙龍等村通往水里、集集、名間等鄉鎮的必經路段。共線結束後，台21線縱貫於南投縣，聯繫信義、魚池、埔里等鄉鎮，途經日月潭、玉山國家公園等景點。當初政府興建新中橫公路，已將水里玉山線計畫為內陸縱貫公路，故向北可接中橫公路，向南可至南橫公路，如今塔塔加與達卡努瓦（舊稱民生）之間中斷，呈現出台21線被分隔南北兩段，也使新中橫公路的南北之間運輸網路受到限制。
就運輸效益而言，新中橫公路失去東西橫貫之運輸作用，來往玉里、水里或玉里、嘉義之間，取而代之是中橫公路與南橫公路。如圖右《新中部橫貫公路運輸路網圖》所示，若由台灣西部欲往東部之玉里，在穿越中央山脈之路段，因新中橫公路未興建，可經由棕色路線（往北向東折繞）、紫色路線（往南向東折繞）前往。棕色路線：自頂崁向北繞，經埔里、霧社，抵大禹嶺接台8線，沿台8線東行至新城，接台9線南下，最後抵達玉里。紫色路線：自阿里山公路向南，得先行至隆興，或是透過圖中所示之橘色路線，由龍美轉接嘉129線南下至石硤內，兩線皆可接台3線。沿台3線南下，經大埔、玉井至北寮接台20線，之後抵達初來，轉北行經初來橋，沿台20甲線抵池上，接台9線北上，最後抵達玉里。

## 醫療救護
自新中橫公路通車後，便擔負了山區醫療與救護作業，沿途穿越信義、阿里山等山地鄉，但受限於地形，故道路曲折而蜿蜒，使路途遙遠且行車安全的風險都增加，也因為深入山區，因此當地發展緩慢，相對地產生醫療資源呈現不足，每當山區交通事故、重大疾病或其它意外等狀況發生時，往往要耗費許多時間、人力進入山區救援。
在玉山國家公園東部園區的瓦拉米步道，由於步道口是銜接台30線，距離玉里有15公里的車程，其市區內有慈濟醫院、榮民醫院與玉里醫院等三家醫院。香林聯合衛生室位於阿里山森林遊樂區內，是提供中正、中山、香林等三村居民的診療，當園區有遊客發生意外狀況時，也是第一線面臨狀況而立即反應的醫療站，因此各項急救設備大多齊全，但並沒有緊急救護技術員（EMT）駐守，平日只有護理人員，在周六、周日會派駐醫師，以應付假日人潮發生的各種狀況，若一旦面臨患者急需直升機後送，阿里山則設有停機坪可供直升機後送。位於石桌的阿里山醫療站，每日有醫師從聖馬爾定醫院到當地駐診、輪診服務，是為改善山地醫療而設置，但缺乏急救所需的資源，若患者出現嚴重傷況或病情，只能利用直升機後送來提高搶救時效。
新中橫公路是山區居民的生命線，由於各地的醫院甚遠，當使用救護車後送時，從塔塔加或阿里山，通常耗需超過1小時以上的時間。嘉義市區有長庚醫院、聖馬爾定醫院、榮民醫院、嘉義基督教醫院等五家醫院，阿里山後送至嘉義得花90分鐘車程。信義鄉最近的醫院則在竹山秀傳醫院，塔塔加無論後送至竹山或嘉義的醫院，所需時間都得花2小時。若是加上救護車的反應時間，阿里山可以在5～10分鐘以內做出緊急救護，因阿里山發展的緊急救護服務（EMS）較健全，相對於塔塔加，一旦需要救護車趕赴現場，距離最近的阿里山得至少花20分鐘車程才能抵達。新中橫公路之台18線、台21線於塔塔加銜接，供聯繫嘉義、南投兩縣，行經多為山區，加上車程冗長，成為後送時最大的問題。

## 旅遊

### 自然景觀
俗稱阿里山公路的台18線，由嘉義爬升至阿里山，沿途林相呈現熱、暖、溫、寒等四種森林帶，又因午後經常起霧，使阿里山檜木群被稱霧林帶，也蘊藏許多巨木被稱為神木，除了阿里山棧道所經30餘株巨木，在台18線沿線上有水庫神木、鹿林神木，以及上東埔大鐵杉、神木村萬年神木。此外，日出、雲海、晚霞也是台18線的自然景觀，又以阿里山的對高岳與祝山為知名的賞景地點。在塔塔加有玉山國家公園設立的遊憩區，周邊有東埔山、鹿林山、鹿林前山、麟趾山等山岳，在台18線、台21線交會點有東埔山埡口，由東埔山與鹿林山構成的一處鞍部。玉山國家公園管理處將台18線105.2K至台21線119.5K之路段規劃成一條景觀公路，以玉山國家公園界碑劃設，沿途有觀山、觀峰、夫妻樹等景點，若逢秋季，可見路旁的台灣紅榨槭葉面正在變色，並伴隨著落葉的景致。新中橫公路在台30線有南安瀑布，由於位置接近公路，距離南安遊客中心僅2公里車程，為南安遊憩區景點之一。至於台18線則因瀑布位置深入山區，如情人瀑布、仙井瀑布、兄弟瀑布、萬丈瀑布，以及台21線的瀑布得藉其它道路前往，如東埔有彩虹瀑布、乙女瀑布、雲龍瀑布，得經由投60線抵達東埔後，再沿步道前往即達。東埔溫泉區仰賴投60線連接新中橫公路，再與對外交通聯繫，成為當地一條的觀光動線，在距離東埔不遠有處樂樂谷溫泉。

### 人文景點
如今八通關古道是條登山路線，由日人於1921年完成興建，玉山國家公園管理處負責維護，在南安遊客中心前立有「八通關越道路開鑿紀念碑」，其中古道東段一部分規劃成瓦拉米步道。瓦拉米步道口與台30線相接，由於玉里玉山線的興建是戛然而止，故呈現出台30線起點位置是深入山區。至於其它還有水山、福山、巴沙娜討生等古道，可由台18線步行進入。被稱為「新高口」是日治時期攀登新高山（今玉山）的登山口，如今登山口位於塔塔加鞍部。在頂崁村圳頭巷立有「新高登山口」石碑，則是日治時期進入新高阿里山的入口，為台灣總督府指定的國立公園候補地。遊客中心的位置在塔塔加，正好是新中橫公路三線計畫交會點，如今台18線、台21線於此交會，計畫中玉里玉山線的興建也是於此中斷。台18線的廟宇景點有吳鳳廟、龍隱寺、慈雲寺、受鎮宮，其中吳鳳廟在社口與石桌各有一座，廟內主祀吳鳳公，又以社口吳鳳廟的歷史最久，被列為縣定古蹟（三級古蹟）。當中最晚興建是龍隱寺，於1980年建於嘉義縣番路鄉觸口村台18線上，主祀濟公禪師。另外，天長、地久兩座吊橋被合稱「天長地久」，位置在龍隱寺附近，其中地久吊橋橫跨八掌溪，與台18線觸口橋並行，早年阿里山公路未興建，公田與觸口往來的居民都經由這兩座吊橋進出。阿里山公路的完工，沿線紛紛開始栽種茶葉，1990年代以後則發展飽和，自石桌以下之路段，沿途都是茶園景觀。在水里、信義的台21線，則有水里蛇窯、草坪頭觀光茶園，以及上安、豐丘等地有觀光果園，沿途還有青梅為農產所設的酒莊與工廠。若適逢賞梅期，於風櫃斗、烏松崙等地可見梅花綻放的景象。

## 解
1. ↑  據〈十項建設工程完成以後 決定再進行十二項建設〉記載，「新闢三條橫貫公路」、「新闢東西橫貫公路三條」兩名皆有採用[5]。由此可知，才出現有時叫新闢三條橫貫公路，卻有時叫新闢東西橫貫公路三條。
2. ↑  據林世曼查閱《榮工報導》第928期第1版，得知新中橫公路闢建工程於1981年開始，全由榮工處承辦[6]。
3. ↑  對於水里玉山線動工時間，在葉昭雄撰〈新中橫之開闢及玉里玉山線之放棄闢建歷程〉一文中，則是記載1979年7月[7]。
4. ↑  未調整前，原初的嘉義玉山線、玉里玉山線是被編入台18線，據2006年出版《公路總局六十年專刊》記載，台18線嘉義至玉里之里程數207.01公里[32]。由於台18線於2007年開始調整，故採最近記載之文獻列出調整前里程數。
5. ↑  台18線乃依公路總局制定的省道編號，東西方向之路線則編為偶數號[33]。
6. ↑  曾文溪之主流源頭在後大埔溪與特富野溪，兩溪皆發源自東水山，經由特富野古道可抵[41]。上游河段由此可知，並依據《嘉義縣阿里山鄉行政政區域圖》繪出後大埔溪之流路位置是接近台18線[42]。
7. ↑  地質學家劉占江調查和社背斜之地質命名和社層，在新中橫公路，出露於同富山向斜兩翼，地質學家何春蓀將該地層與南港層一併載於《臺灣地質概論》[46]。由地質圖的圖例可知，《新中部橫貫公路嘉義—玉山—水里段沿線地質圖》則繪南港層，《水里—玉山線沿線地質圖》則繪和社層[47][48]。和社層於《東埔—南玉山間之沿線地質概述》、《新中橫公路水里支線的自然與工程環境》皆有其記載之[49][50]。
8. ↑  台21線的起初計畫是起點於新店向南興建，終點於磚子窯與台1線匯合[11]。如今通車的台21線，北起於天冷，南迄於林園，水里玉山線則是被台21線涵蓋其中[63]。台21線乃依公路總局制定的省道編號，南北方向之路線則編為奇數號[33]。
9. ↑  玉里玉山線的終點玉里指玉里鎮中心街道，東西間被台9線、臺東線鐵路所夾，北有卓溪自西向東流經，南是臺東線舊鐵路橫越，行政區由中城、國武、啟模、泰昌、永昌等五里分屬，於地圖上會標注「玉里」為鎮中心街道的地名[76][77]。《玉里鎮志》依據《玉里庄要覽》記載，除原有的五里納入，也將源城一併視為玉里鎮聚落中心[78]。如下圖所示：
10. ↑  為配合2010年12月25日升格直轄市，原高雄縣桃源鄉改制成高雄市桃源區。由此可知，在參考文獻陳列出有關高雄縣或高雄縣桃源鄉之記載，只出現於2010年刊登之前。
11. ↑  玉里以西之14.6公里路段有兩種版本：玉里通車至山風、玉里通車至大心[7][26]。玉里玉山線的終止處介於山風與大心之間，由地圖上會標注山風、大心可知，其中山風位在瓦拉米步道[81][82]。台30線乃依公路總局制定的省道編號，東西方向之路線則編為偶數號[33]。
12. ↑  由於八通關古道是不同時期建造，故有清代、日治的區別[83]。據楊南郡的調查發現，兩條古道只有十一處交會，兩線並無重疊[83]。
13. ↑  《玉山國家公園古道地質調查暨解說規畫研究報告》則是將大南澳片岩稱為「大南澳變質基磐地質區」[86]。
14. ↑  根據中華顧問工程司所得到效益評估顯示，新中橫公路的開發效益與運輸效益，兩者之間所佔的比重是9：1[91]。開發效益有五項：社區開發、地質研究、觀光資源開發、礦產資源開發、水資源開發[91]。
15. ↑  霧林是因森林群落的發展，延伸向上至雲層之高度，受雲團的籠罩，通常發生在迎風面之最大降水帶，因此這一帶的森林群落會顯得環境較為潮溼[98]。據《台灣植被誌》第184頁記載，隨著高度的遞增，雨量便會增大，直到海拔2000公尺上下為極限，形成霧林，即檜木林帶[99]。
16. ↑  據《玉山國家公園》網站的說明，塔塔加是台18線、台21線之交界地點，也是新中橫公路嘉義玉山線、水里玉山線之交會點[107]。
17. ↑  台21線149.126K～202.092K，約計53公里之長是處於中斷，使得台21線被分隔兩段[63]。如今，在地圖上顯示之路線，北段停繪於塔塔加，南段停繪於達卡努瓦[108][109]。
18. ↑  霧社銅門線經踏勘隊的實測，總長度約102公里，自霧社至廬山之路段約13公里，自銅門至龍澗之路段約20公里，以及廬山至屯原間可駛吉普車之路段約5公里，其餘路段需新闢則約64公里，並且有台灣電力公司人員養護道路，故路況良好，可通行人[110]。水里鳳林線經踏勘隊的實測，總長度約110公里，自苗圃至三分所之丹大林道約30公里，自萬榮至大觀之萬榮林道約24公里，可利用林道拓寬改善，其餘路段需新闢則約56公里[111]。論運輸效益，水里鳳林線是優於新中橫公路，由於需新闢的路段短，故興建成本較低，行車時間預計約5個小時[112]。
19. ↑  東西橫貫公路的開闢，基本上是以路線呈東西走向為主，途中會橫貫中央山脈，最後銜接東部、西部之幹線，如此才能名副其實「東西橫貫」[113]。
20. ↑  隆興指隆興村，轄屬嘉義縣中埔鄉[115]。據地圖顯示，台3線與台18線交會路口，標示地名為「十字路」[115]。
21. ↑  石硤內是嘉義縣大埔鄉境內一處地名，據地圖的標示該地名是於大埔拱橋附近[109]。嘉129線與台3線交會路口，據地圖所繪是於大埔拱橋北端橋頭[109][116]。
22. ↑  台30線係以山風為起點，抵玉里接台9線，此一路段計長15.026公里，全線橫跨卓溪鄉、玉里鎮，為新中橫公路玉里玉山線的餘段[81][118]。
23. ↑  據《阿里山鄉志》第195頁記載，在行政區域方面，阿里山森林遊樂區被中正、中山、香林三村分屬[120]。
24. ↑  熱、暖、溫、寒指該地森林的氣候相當於緯度上氣候，這現象是因高度的變化所造成[99]。
25. ↑  見注15。
26. ↑  南安瀑布可從台30線卓安橋上見到，由地圖可知其位置，相較於嘉義玉山線的瀑布，南安瀑布是距離新中橫公路最接近[81][128]。
27. ↑  新中橫公路行經玉山國家公園，在園區內分別於塔塔加、瓦拉米有步道供遊客健行，由於受到入山管制，塔塔加鞍部以東及佳心以西之路段，未申請入山證是無法前行[131]。